# Amphibia (reloj)

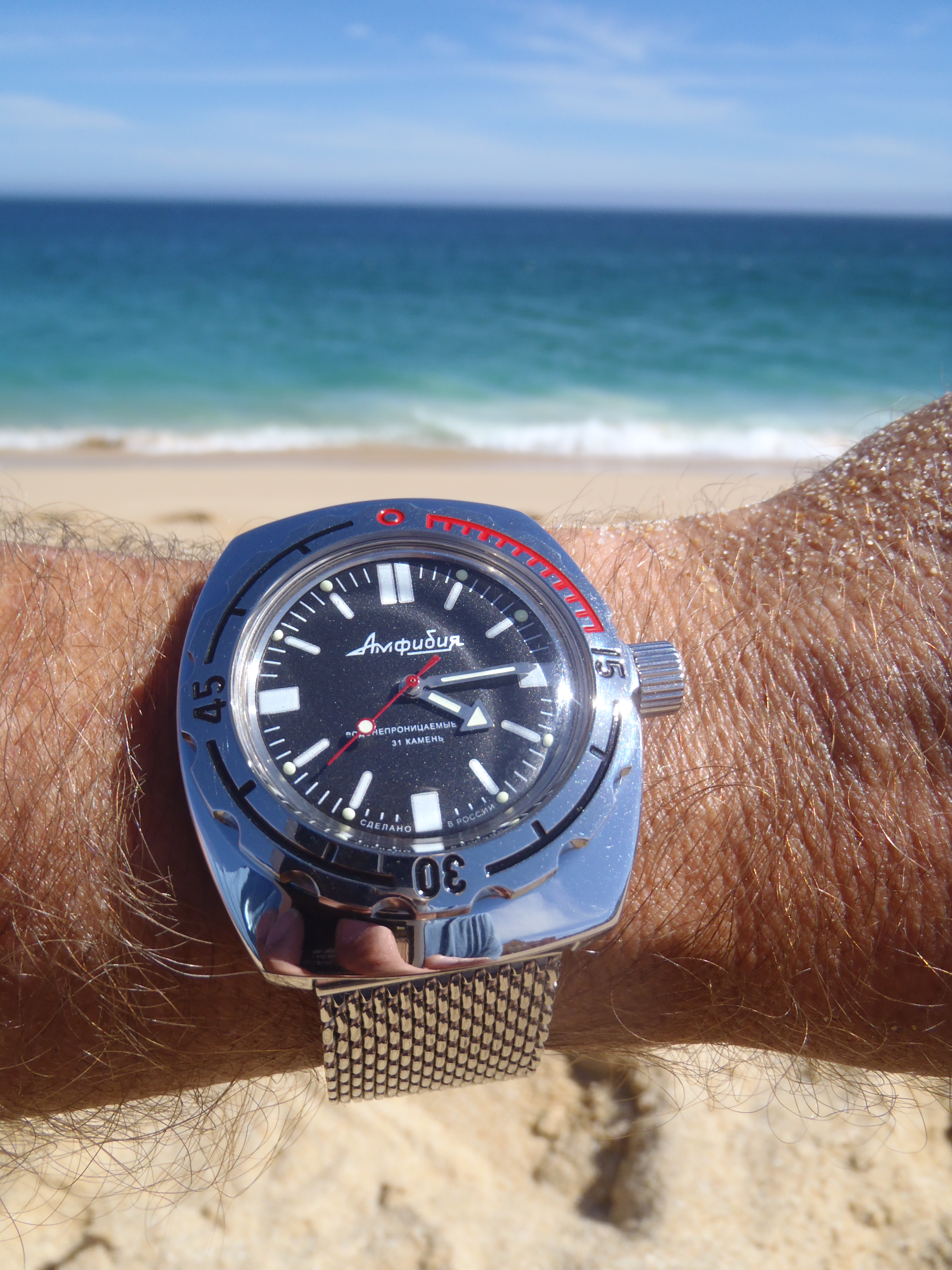
Vostok Amphibia Classic, modelo 090916, fabricado en diciembre de 2018.

En la industria de relojes soviética un reloj Amphibia (o Amphibian) era lo que en el occidente llamarían un reloj de buceo. Producido en grandes cantidades para el ejército soviético y ruso, estos relojes obtuvieron una gran popularidad en todo el mundo. El Vostok Amphibia o Raketa Amphibia es un reloj de buceo ruso creado respectivamente en 1967 y 1968 para la marina de la URSS.

## Historia
La creación del Amphibia estuvo dirigida por el jefe de la nueva agencia de diseño de Vostok.  El objetivo era crear un reloj que fuera competitivo contra los relojes de buceo del momento como el Blancpain 50 Fathoms, el Rolex Submariner, y los relojes que utilizan una caja de compresión, y para crear un reloj que pudiera operar de manera fiable a la temperatura y presión de una profundidad de 200 metros (y más tarde 300 metros).  Los diseñadores jefe eran Mijaíl Fedorovich Novikov y Vera Fedorovna Belova.
Según Mijaíl Novikov, el nombre “Amphibia” se escogió en un concurso entre los empleados de la fábrica del reloj.  Le llamaron así por la cualidad de los anfibios para manejarse bien tanto dentro como fuera del agua.
En el camino hacia la creación del primer reloj de buceo soviético, el equipo en desarrollo tuvo que pasar por muchas dificultades. Como había muchas patentes extranjeras similares, era imposible hacer una copia y todo tuvo que desarrollarse desde cero. El equipo tuvo que diseñar una tecnología especial para el cristal, comenzar a fabricar caucho especial y adaptarse al trabajo con acero en lugar de latón. 
En 1967 el primer lote de relojes Amphibia salió de la línea de fábrica, podía soportar profundidades de hasta 200 metros. Debido a la gran popularidad del modelo, en los años 70, la fábrica junto con GLAVCHASPROM comenzó a desarrollar un nuevo modelo que podría ser utilizado por buzos a una profundidad de 300 metros. Este nuevo reloj tuvo que pasar por una dura prueba de campo durante un ejercicio marítimo en el Mar del Norte. Los buzos practicaron rescate submarino mientras usaban relojes Amphibia.
En 1975 el cosmonauta soviético Georgy Grechko llevó el reloj Amphibia durante la misión Soyuz 17 a la estación espacial Salyut 4, lo que llevó a una popularidad aún mayor de los relojes Amphibia entre las personas de todo el mundo.

## Diseño

### Vostok Amphibia
El Amphibia es la materialización del concepto posiblemente más simple para crear una caja hermética. El principio básico es usar la presión exterior para crear el sello necesario para evitar que el agua ingrese a la caja. Cuanto más se hunde la caja, mayor es la presión exterior, mayor presión se ejerce sobre la caja, creando un sello dinámicamente más apretado. Esto se opone a la idea de crear una caja que cree la presión para soportar 20 ATM de presión sin importar la presión que experimente (1 ATM al nivel del mar, por ejemplo). Este es un diseño similar al de la caja de compresión occidental, cuya patente se presentó por lo menos desde 1954 y que se otorgó en el '56 (patente de los Estados Unidos 2.737.009). La ventaja del diseño de compresión es que no necesita apretar ninguno de los sellos a una presión que resista 20ATM, también elimina varias piezas necesarias para crear dicho sello. 
El cristal cristalino de Amphibia es una lucita de 3mm de espesor (50% más gruesa que la estándar) en forma de cúpula, que se expande bajo presión para crear un muy buen sellado. La lucita deforma la plasticidad en medio milímetro bajo presión, mientras que la mínima deformación en un cristal o cristal de zafiro lo rompería. Esto permite utilizar un cristal mucho más ligero, más pequeño y más barato. Tampoco requiere tener que usar sellos de goma adicionales y un anillo de retención de cristal de muy alta presión. 
La caja de los Vostok Amphibia es posiblemente la parte más especial del reloj, pues a diferencia de otros relojes de buceo míticos como el Seamaster de Omega o el Rolex Submariner no usa la fuerza bruta para mantener los componentes unidos. En lugar de eso hace uso de un tornillo de dos piezas al fondo de la caja y un junta tórica gruesa y plana abajo. De esta forma la propia presión del agua empuja la parte fija del fondo contra la junta sellando el reloj. Esto no solo es mejor a nivel de desgaste, puesto que no hay necesidad de enroscar el fondo sobre la junta, sino que también aumenta la fuerza del sello a medida que aumenta la presión. La junta es de caucho sinterizado, un material que Belov y Novikov extrajeron de los programas espaciales rusos. Su habilidad especial es que puede recuperar su forma original mucho más rápido que la goma.
La caja está hecha de acero inoxidable. El grosor de la tapa de la caja es de 1mm, el doble del grosor normal. La corona se atornilla con una junta para evitar que entre agua por la abertura del vástago. El vástago incorpora un embrague para protegerlo de las fuerzas laterales. Este embrague le da al vástago una sensación de tambaleo, ya que no se engancha a menos que se tire de la corona del reloj. 
El reloj incluye un bisel giratorio bidireccional que ofrece muy poca resistencia, y que se utiliza para marcar el momento en que te sumerges. El dial y las manecillas también tienen luminiscencia para que el reloj pueda leerse en la oscuridad de las profundidades del océano.

### Raketa Amphibia
Ha habido algunos diseños de relojes Amphibia de Raketa; los primeros fueron diseñados en 1968 por Serebriakov de Raketa Design Studio. Mucho más grande que el Vostok Amphibia, el Raketa Amphibia se produjo en series más limitadas para pedidos especiales de la Marina y otros departamentos militares.

## Evolución

### Vostok Amphibia
El Amphibia fue equipado por primera vez con el movimiento Vostok 2209, un movimiento de cuerda manual sin calendario. Los modelos posteriores utilizaron el Vostok 2409 y 2414 que añadieron una complicación de fecha, y el 2416, que es un movimiento automático que da cuerda cada vez que se mueve el reloj. La versión sin fecha del 2416, el 2415 se usó en la reedición del Amphibia de 1967. 
Hubo un problema incluyendo las asas tradicionales a la nueva caja Amphibia de acero inoxidable, por lo que para el primer diseño de la caja, modelo 350, se agregaron asas fijas. Las versiones posteriores incluían aasas conectadas que se balanceaban antes de incorporar asas integrales a la caja. Esta fue seguida por la tonneau (171), que presentaba una caja en forma de barril y asas integradas cubiertas. Otros modelos de caja muy conocidos incluyen las cajas 420, 110 y 150, la caja del hexágono (470), la caja Ministry (710), el nuevo curvy 060 y el moderno tonneau (090). 
Actualmente, la línea de relojes Amphibia (Classic) tiene 12 modelos diferentes de cajas.

### Raketa Amphibia
En los años 60 y 70, el Raketa Amphibia estaba equipado con el movimiento "Raketa 2609". El nuevo diseño terminado en 2014 está equipado con el nuevo movimiento Raketa Avtomat. 

## Características
Los Amphibias modernos tienen: 
| Amphibia Raketa vs Vostok | Reserva de marcha               | Resistencia al agua | Luminiscencia    |
| ------------------------- | ------------------------------- | ------------------- | ---------------- |
| Raketa                    | 48 horas, movimiento automático | 40ATM               | Super luminova   |
| Vostok                    | 31 horas, movimiento automático | 20ATM               | Luminova clásica |